# ساموس آران
ساموس آران (ژاپنی: サムス・アラン هپبورن: Samusu Aran) یک شخصیت خیالی است که به عنوان قهرمان سری‌های بازی‌های اکشن-ماجراجویی نینتندو بازی می‌کند. او اولین بار در سال ۱۹۸۶ و در بازی ویدیویی متروید معرفی شد.